# Naoya Senoo
Naoya Senoo (japanisch 妹尾 直哉 Senoo Naoya; * 15. August 1996 in Tsu) ist ein japanischer Fußballspieler.

## Karriere
Senoo erlernte das Fußballspielen in der Jugendmannschaft von Gamba Osaka. Hier unterschrieb er 2015 auch seinen ersten Profivertrag. Die erste Mannschaft von Gamba spielte in der ersten japanischen Liga, der J1 League, die U23-Mannschaft von Gamba trat in der dritten Liga an. 2018 spielte er 27-mal für die U23 in der dritten Liga. In der ersten Mannschaft kam er nicht zum Einsatz. 2019 wechselte er nach Nagano zum Drittligisten AC Nagano Parceiro. Mit Nagano spielte er 15-mal in der dritten Liga. 2021 unterschrieb er einen Vertrag beim Ligakonkurrenten Gainare Tottori. Für den Verein aus der Präfektur Tottori bestritt er in zwei Spielzeiten 32 Ligaspiele. Dabei schoss er fünf Tore. Im Januar 2023 nahm ihn der ebenfalls in der dritten Liga spielende Vanraure Hachinohe unter Vertrag.

## Erfolge
Gamba Osaka
- Japanischer Vizemeister: 2015
- Japanischer Ligapokalfinalist: 2015, 2016
- Japanischer Pokalsieger: 2015